# Too Many Ways to Be No. 1
Too Many Ways to Be No.1 (en chinois : 個字頭的誕生 ; Jat go zi tau di daan sang) est un film de gangster hongkongais réalisé par Wai Ka-fai en 1997.

## Synopsis
Un pauvre gangster vivant à Hong Kong est invité à participer à la contrebande de voitures de valeur. Il ne sait pas que l'acceptation de l'offre le conduira dans un voyage sans fin de malheur et de mort.

## Fiche technique
- Titre original : Jat go zi tau di daan sang
- Réalisation : Wai Ka-fai, Szeto Kam-Yuen (en) et Matt Chow (en)
- Direction de la photographie : Wing-Hang Wong
- Montage : Wing-Ming Wong
- Direction artistique et Décors : Silver Cheung
- Musique : Cacine Wong
- Pays d'origine : Hong Kong
- Format : Couleurs - 1,85:1 - Dolby Digital - 35 mm - procédé cinéma : sphérique
- Genre : Comédie d'action, Kung-fu
- Durée : 91 minutes
- Dates de sortie : 
  - Hong Kong : 14 mars 1997
  - Canada : juillet 1997 (Fantasia Film Festival, en avant-première)

## Distribution
- Lau Ching-wan
- Carman Lee
- Francis Ng
- Cheung Tat Ming